# Ögedej
Ögedej kan (mongolsko Өгэдэй, Ögedej, včasih tudi Ogotaj ali Oktaj), drugi veliki kan (kagan) Mongolskega cesarstva, * okrog 1186, † 1241
Ögedej je bil tretji Džingiskanov sin. Nadaljeval je širitev cesarstva, ki jo je začel njegov oče. Med njegovim vladanjem je cesarstvo doseglo svojo skrajno zahodno in južno mejo v Evropi oziroma Aziji. Sodeloval je tudi na vojnih pohodih na Kitajsko, Iran in Srednjo Azijo.

## Zgodovinsko ozadje
Ögedej je bil tretji sin  Džingiskana in  Börte Udžin. Ko je bil star sedemnajst let, se je udeležil bitke v Kalakaldžidski pustinji, v kateri je Džingiskan doživel težak poraz. Ögedej je bil v bitki težko ranjen in se je izgubil na bojnem polju,  vendar ga je očetov pobratim in bojni tovariš Borokula našel in rešil. Čeprav je bil že poročen, mu je dal oče za ženo ženo poraženega merkitskega poglavarja Töregene.
Po Džingiskanovi razglasitvi za cesarja – kagana leta 1206 je dobil kot apanažo štiri mjangane vojakov iz štirih mongolskih klanov. Njegovo ozemlje je obsegala porečji Emila in Hoboka, njegov skrbnik in učitelj pa je bil, po očetovi želji, poveljnik Džalajirjev Ilugej.
Ögedejev prvi samostojni vojni pohod se je začel novembra 1211, ko je skupaj z brati napadel dinastijo Jin. Leta 1213 je dobil nalogo, da s svojo vojsko opustoši južni del kitajske province Hebei in nato še severni Šansi. Ögedejeva vojska je pregnala jinski garnizon iz mesta Ordos in nato odjezdila proti tromeji dinastij  Xi Xia (Tangutsko cesarstvo), Jin in Song.
Med mongolskimi osvajanji vzhodne Perzije sta Ögedej in Čagataj po petmesečnem obleganju leta 1219-1220 pobila prebivalce Otrarja v današnjem Kazahstanu in se nato pridružila bratu Džočiju pred obzidjem Urgenča. Ker sta se Džoči in Čagataj prepirala zaradi strategije napada na mesto, je Džingiskan za poveljnika obleganja imenoval Ögedeja.  Mesto so zavzeli leta 1221. Ko so v jugovzhodni Perziji in Afganistanu izbruhnili upori, so tja poslali Ögedeja, da jih zatre. Ögedej je zatrl tudi upor v mestu Ghazni.

## Izvolitev za velikega kana
Cesarica Yisui je vztrajala, da Džingiskan imenuje svojega naslednika še pred invazijo na Horezmsko cesarstvo leta 1219. Po ostrem prepiru med bratoma Džočijem in Čagatejem so za naslednika izbrali Ögedeja. Džingiskan je njihovo odločitev odobril.
Džoči je leta 1226 umrl, leto dni za njim pa je umrl tudi Džingiskan. Ögedej je prevzel oblast leta 1229, do takrat pa je v njegovem imenu kot regent vladal mlajši brat Toluj.
Ögedej je bil uradno izvoljen za velikega kana vseh Mongolov na kurultaju na Kodoe Aralu ob reki Kerulen 3. septembra 1229, čeprav ni bilo nikoli nobenega dvoma, da je njegov izbor Džingiskanova želja.
Džingiskan je imel Ögedeja za spoštljivega in plemenitega človeka in njegova karizma je vsak delno kriva, da je Mongolsko cesarstvo ostalo na poti, ki jo je začrtal njegov oče in da so razmere v veliki večini cesarstva ostale stabilne ves čas njegovega vladanja. To mu je uspelo predvsem zato, ker je bil izjemno pragmatičen človek, ki je poznal meje svojih zmožnosti. Nikoli si ni delal utvar, da je kot vojak in organizator enak svojemu očetu, vendar je znal izkoristiti vse možnosti, ki so bile v danem trenutku najbolj primerne.

## Osvajanja

### Širjenje na Srednji Vzhod
Po uničenju Horezmskega cesarstva se je Džingiskan leta 1226 obrnil proti kitajskemu cesarstvu Hsi Hsia. Istega leta se je zadnji horezmski vladar Džalal ad-Din Mingburnu vrnil v Perzijo, da bi oživil cesarstvo, ki ga je izgubil njegov oče Mohamed ‘Ala al-Din II.. Mongoli so proti njemu poslali vojsko, ki je bila leta 1127 pri Damganu poražena. Na Džalal ad-Dina so nato poslali še eno vojsko, ki je pri Isfahanu sicer zmagala, vendar svoje zmage ni bila sposobna izkoristiti.
Ögedej se je zato odločil za obsežnejšo invazijo na Perzijo in je iz Buhare poslal nadnjo vojsko 30.000-50.000 vojakov pod poveljstvom najslavnejšega mongolskega generala Čormakana. General je leta 1230 prekoračil Amu Darjo in brez odpora zasedel Horasan. V Horasanu je pustil velik oddelek vojske pod poveljstvom Dajir Nojana z nalogo, da napade zahodni Afganistan. Čormakan je jeseni 1230 z glavnino vojske napadel severno perzijsko pokrajino Mazandaran in se izogibal gorskih področij južno od Kaspijskega jezera, ki so jih nadzirali Ismaelci.
Ko je Čormakan prišel do Šahr-e Raya, je postavil zimski tabor in razposlal svoje armade, da pokorijo ostane severne Perzije. Leta 1231 je povedel svojo vojsko proti jugu in hitro zasedel mesti Kom in Hamadan, od tam pa je poslal vojsko v pokrajini Fars in Kerman. Vladarja obeg pokrajin sta se hitro vdala in raje pristala na plačevanje davkov kot na uničenje svojih držav. Dajir je medtem na vzhodu izpolnil svojo nalogo in zasedel Kabul, Gazni in Zabulistan. Vladarja Džalal al-Dina so pregnali v Zakavkazje in celo Perzijo priključili Mongolskemu cesarstvu.

### Padec kitajskedinastije Jin
Mongolski general Dokulhu je na Kitajskem doživel nepričakovan poraz, zato sta Ögedej in Toluj konec leta 1230 vkorakala v južni Šansi, pregnala jinsko vojsko in zasedla mesto Fengšjang. Poletje sta preživela na severu, potem pa sta ponovno napadla Jine v provinci Henan, presekala ozemlje južne Kitajske in jih napadla od zadaj. Leta 1232 sta začela oblegati glavno mesto Kaifeng, v katerem je bil tudi cesar Modi. Ögedej je kmalu zatem zapustil Kaifeng in končno zmago prepustil svojim generalom.
Mongoli so februarja 1243 na Kitajskem s pomočjo dinastije Song zavzeli več mest in uničili dinastijo Jin. Podkralj Songov je zatem ubil mongolskega ambasadorja in vojska Songov je zasedla bivše cesarske prestolnice Kaifeng, Luojang in Čang'an, v katerih so takrat vladali Mongoli.
Ögedej je poleg zmage v mongolsko-jinski vojni porazil tudi cesarstvo Vzhodnih Hsijev in pokoril južno Mandžurijo. Na severu je leta 1237 zatrl upor Tunguzov (Vodni Tatari) in jih podjarmil.

### Gruzija,AzerbajdžaninArmenija
Mongoli so se leta 1232 pod Čormakanovim poveljstvom obrnili proti Kavkazu. Leta 1235 so s katapulti in oblegovalnimi ovni porušili del obzidja Arbila v severnem Iraku in se umaknili šele potem, ko so prebivalci pristali na plačevanje letnega davka kaganovemu dvoru. Čormakan je potem čakal do leta 1238, da se je na severnem Zakavkazju zbrala Mongkejeva vojska, potem pa je najprej podjarmil Azerbajdžan, zatem pa še Gruzinsko kraljestvo in njegovo glavno mesto Tiflis. Mongoli so še istega leta osvojili tudi Lorhe, katerega vladar je z družino pobegnil iz mesta in ga prepustil njegovi usodi. Hohanaberd se je najprej silovito branil, potem pa se je vladar mesta Hasan Džalal vdal.
Druga mongolska kolona je prodirala proti Gaianu, kjer je vladal knez Avak. Neposrednemu napadu na mesto je poveljeval Tokta kan. Ko so njegovi vojaki obkolili mesto, se je Avak hitro vdal. Čormakan je leta 1240 zavzel celo Zakavkazje in prisilil vse gruzinske vladarje k vdaji.

### Napad na Korejo
Leta 1224 so bili v Koreji v nejasnih okoliščinah ubiti mongolski odposlanci, poleg tega pa je Koreja prenehala plačevati davke. Ögedej je zato nadnjo poslal generala Saritaja, da jo pokori in maščuje mongolske odposlance. Korejski kralj Choe Woo se je vdal in sprejel mongolske nadzornike - darugačije, ko pa so se nadzorniki poleti umaknili, je kralj prestavil svojo prestolnico iz Kesonga na otok Ganghwa. Generala Saritaja so ponovno poslali v Korejo, toda na vojnem pohodu ga je zadela zablodela puščica in je zaradi tega umrl.
Ögedej je na kurultaju leta 1234 objavil svoje načrte za pokoritev vseh nasprotnikov, ki so pobili njegove odposlance: Korejcev, Južnih Songov ter Kipčakov in njihovih evropskih zaveznikov. Za komandanta mongolske vojske je imenoval Dankuja, pobeglega korejskega generala Bog Wonga pa je imenoval za guvernerja štiridesetih korejskih mest. Korejski dvor je leta 1238 zaprosil za mir, toda Ögedej je zahteval, da korejski kralj osebno pride predenj. Kralj mu je nazadnje poslal v Mongolijo za talce svojega sorodnika  Yeong Nong-gun Sunga in deset mladih plemčev in vojna se je leta 1241 za nekaj časa končala.

### Evropa
Mongolski vojski, ki je prodirala proti zahodu, je poveljeval Batu kan. Njegova naloga je bila osvojiti ruske stepe in Evropo. Batu kan je osvojil skoraj celo Rusijo, razen Novgoroda, ki je postal mongolski vazal, Ogrsko in Poljsko. Med obleganjem Kolomne je puščica ubila Ögedejevega polbrata Kulgena.
Po osvojitvi Povolške Bolgarije, Alanije in ruskih kneževin sta se Ögedejev sin Gujuk in Čagatajev vnuk Buri Batu kanu posmehovala in v mongolskem taboru je prišlo do razprtije. Ögedej je zato Gujuka ostro kritiziral, ker je "zlomil pogum in moralo mongolske vojske", potem pa ga je poslal osvajat Evropo. Gujuk je kmalu zatem pokoril Poljsko, brat Kadan pa Transilvanijo.
Ögedej je nameraval osvojiti tudi ostali del Evrope vse do "Velikega morja" – Atlantskega oceana in samo njegova smrt je preprečila mogoče napade na Avstrijo, Italijo, Francijo, Španijo in majhne evropske kneževine. Malo pred Ögedejevo smrtjo se je prvi val Mongolov že pomikal proti Dunaju in v ostri zimi napadel Avstrijo in Nemčijo. Nekateri zgodovinarji so prepričani, da je samo Ögedejeva smrt preprečila popoln zlom Evrope.

### Spori zdinastijo Song
Mongoli pod poveljstvom Ögedejevih sinov so od leta 1235 do 1245 večkrat nepričakovano napadli kitajsko dinastijo Song. Prišli so do Čengduja, Xiangjanga in reke Jangce, svojih osvajanja pa niso uspeli dokončati, predvsem zaradi klime in močne nasprotnikove vojske, pa tudi zaradi smrti Ögedejevega sina Kočuja. Odnosi med državama so se še bolj zaostrili, ko so songovski vojaki umorili Ögedejeve odposlance, ki jih je vodil Selmus.
Mongolska osvajanja na azijskem kontinentu med Ögedejevim vladanjem so pripomogla k večji politično stabilnosti na Azijski celini in ponovni vzpostavitvi Svilne ceste, primarne trgovske povezave med Vzhodom in Zahodom.

### Dolina Inda
Ögedej je generala Dajirja in Menggetuja imenoval za poveljnika Ghaznija oziroma Kunduza v Afganistanu, pozimi 1241 pa so Mongoli napadli dolino Inda in oblegali Lahore. Dajir je med napadom na mesto padel, Mongoli pa so 30. decembra mesto kljub temu osvojili, poklali prebivalce in se nato umaknili iz Delhijskega sultanata.
Mongoli so malo po letu 1235 napadli Kašmir in tam za več let imenovali svoje darugačije, potem pa je Kašmir postal mongolska odvisna država.  Približno takrat sta na Ögedejev dvor prišla kašmirska budistična meniha Otoči in njegov brat Namo.

## Državna uprava
Ögedej se ni ukvarjal samo s širjenjem svojega cesarstva, ampak je začel tudi urejati državno upravo, v kateri so bile zastopane tri kulture:
- krščanski Vzhodni Turki, katerih predstavnik je bil svetovalec za upravne zadeve Chinqai, po narodnosti Kereit, ki so prinesli ujgursko pisavo
- islamski krog, katerega sta predstavljala Horezmijca Mahumud Yalavach in Masud Beg ter
- severnokitajski kunfucijski krog, katerega sta predstavljala Kitanec Yelü Chucai in Džurčen Nianhe Zhong-shan.

Mahumud Yalavach je zagovarjal sistem, v katerem bi država prenesle zbiranje davkov na zasebne pobiralce, davki pa bi se plačevali v srebru. Yelü Chucai je predlagal, naj de privzame tradicionalni kitajski sistem upravljanja, v katerem je bilo zbiranje davkov v rokah vladnih agentov, davki pa so se plačevali v uradni državni valuti. Mongoli so začeli istočasno uvajati papirnat denar chao, ki je imel podlago v srebrnih rezervah.
Ögedej je ukinil obstoječi državni sistem razvejanih upravnih enot in je tisti del Kitajske, ki je bil pod mongolsko oblastjo, po Yelü Chucajevem nasvetu razdelil na deset pokrajin. Ostali del cesarstva je razdelil na upravi Bešbalik in Yanjing. Mandžurija, Mongolija in južna Sibirija so bile pod neposredno upravo Karakoruma. Kasneje je bila ustanovljena še uprava Amu Darja.
Severno Kitajsko je od leta 1229 do 1240 upravljal Yelü Chucai, Turkestan pa Mahamud Yalavach. Za vrhovnega sodnika na Kitajskem je Ögedej imenoval Džingiskanovega pobratima Šikikutaga. V Iranu je za upravnika najprej imenoval Karakitajca Čin-Timurja, za njim pa Ujgura Korguza, ki se je izkazal kot dober upravnik. Kasneje se je nekaj Yelü Chucajevih obveznosti preneslo na Mahamud Yalavacha, za davke pa je bil pooblaščen Abd-ur-Rahman, ki je obljubil, da bo podvojil letna plačila v srebru.
V državni upravi je prišlo tudi do zlorab, ker so Ögedejevi partnerski trgovci - ortoki , ki so poslovali z Ögedejev kapitalom, začeli njegov denar posojati kmetom za plačevanje davkov po pretirano visokih obrestih. Ögedej je zato obresti strogo omejil. Sistem se je za izkazal kot ugoden, mnogo davkoplačevalcev pa je kljub temu bežalo od doma, da bi se izognili pobiralcem davkov in njihovim krepkim pomočnikom.
Za vzgojo Ögedejevih cesarskih princev sta skrbela pisar Qadaq in taoistični svečenik Li Zhichang. Ögedej je dal zgraditi šole in akademijo in začel izdajati papirnati denar, ki je imel podlago v zalogah svile. Vzporedno s tem je ustanovil službo, ki je skrbela za uničevanje starih bankovcev.
Ko se je Yelü Chucai pritožil, da lahko zelo velikoptezna delitev apanaž v Iranu, zahodni in severni Kitajski ter Horasanu povzroči razpad cesarstva, je Ögedej takoj izdal ukaz, da lahko mongolsko plemstvo v svojih apanažan imenuje svoje nadzornike, pooblaščene uradnike za pobiranje davkov pa bo imenoval njegov dvor.
Ögedej je proglasil Jaso za državni zakonik, potrdil nadaljnjo veljavnost Džingiskanovih ukazov in predpisov in dodal nekaj svojih, na primer pravila obnašanja in vodenja kurultaja.
Leta 1234 je ustanovil poštno službo in mrežo poštnih postaj (jam) s stalnim osebjem, ki je oskrbovalo poštne jezdece. Razdalja med poštnimi postajami je bila okrog 40 km. Poštni jezdeci so na postajah dobili zamenjavo, hrano, prenočišče in sveže konje. Gospodarstva, ki so spadala k poštni postaji, so bila oproščena vseh dajatev razen posebne takse za dobavo blaga. Poštno službo sta vsak na svojem ozemlju nadzirala Čagataj in Batu.
Ögedej je plemstvu prepovedal izdajanje lastnih paiz in papirnatega denarja in izdal ukaz, da se vsaka stota ovca zaseže za potrebe revežev v njihovi skupnosti in da se iz vsake črede zasežeta po ena ovca in kobila za potrebe cesarstva.

## Karakorum
Ögedej je v letih 1235-1238 na postajališčih letne nomadske poti skozi osrednjo Mongolijo zgradil vrsto palač in paviljonov. Prvo palačo Vanangong so zgradili severnokitajski umetniki in Ögedej je zahteval, da ob njej zgradijo rezidence tudi njegovi sorodniki. V neposredni bližini je v ta namem naselil pregnane kitajske obrtnike. Gradnja mesta Karakorum je bila zaključena leta 1235. Gradnjo posameznih mestnih četrti je dodelil muslimanskim in kitajskim mojstrom, ki so kar tekmovali za kaganovo naklonjenost. Mesto so obdali z obzidjem iz steptane zemlje s štirimi mestnimi vrati. Pred obzidjem je stala ogromna kamnita želva, ki je nosila graviran steber, kakršni so se običajno postavljali v vzhodni Aziji. V mestu je bil tudi grad, vrsta jezer in budistično, islamsko, taoistično in krščansko svetišče. V kitajskem delu mesta je bil taoistični tempelj, v katerem je Yelü Chucai pisal oziroma urejal koledar po kitajskem modelu.

## Značaj
Ögedej je bil že od otroštva Džingiskanov najljubši sin. Ko je odsasel je bil velike rasti, prisrčen, prepričljiv in zelo karizmatičen človek, inteligenten in stabilnega značaja. Njegova karizma mu je v veliki meri pripomogla k uspehu in nadaljevanju politike, ki jo je začrtal njegov oče, po drugi strani pa ga je zelo privlačilo tudi lagodno življenje.
Kot vsi Mongoli tistega časa je bil od otroštva vzgajan za vojaka, kot Džingiskanov sin pa je bil tudi pomemben del očetovega načrta za ustanovitev svetovnega cesarstva. Zase nikoli ni trdil, da je genij in je bil zato pripravljen prisluhniti nasvetom generalov, ki jih je nasledil od svojega očeta, pa tudi tistih, ki jih je sam prepoznal kot sposobne. Bil je izjemno pragmatična osebnost z velikimi vojaškimi izkušnjami in sposobnostjo prilagajanja trenutnim okoliščinam. Njegov trden značaj in zanesljivost sta bila ključna razloga, da je Džingiskan za svojega naslednika izbral prav njega in ne enega od starejših bratov. Kot kagan je bil vladar in ne diktator.
Da bi poživil trgovino v cesarstvu, je bil pripravljen plačati izjemno visoko ceno tudi za tisto blago, ki ga ni ravno potreboval. Cesarsko blagajno je polnil z davki, predvsem iz severne Kitajske, velike vsote državnega in svojega denarja pa je potrošil za svoje ljudstvo.
Bil je družinski človek, zato ga je zelo ga je prizadela Tolujeva smrt. Za Toluja nekateri viri trdijo, da se je žrtvoval zanj in je med poganskim obredom spil nek napitek, da bi rešil bolnega brata.
Ögedej je bil žrtev alkoholizma in Čagataj je zato zadolžil svojega zaupnika, da bi nadzoroval njegovo pitje. Ögedej je kljub temu 11. decembra 1241 po celi noči popivanja z Abd-ur-Rahmanom zgodaj zjutraj umrl. Ljudje so za njegovo smrt obtožili sestro Tolujeve vdove in Abd-ur-Rahmana, tisti, ki so ga boj poznali, pa so seveda vedeli, da ga je ubilo pomanjkanje samokontrole.

## Posledice Ögedejeve smrti
Ögedej je za svojega naslednika imenoval svojega vnuka Širemuna, prestol pa je po petletnem regentstvu Ögedejeve vdove Töregene katun zasedel sin Gujuk. Batu kan iz Kipščaškega kanata njegove izvolitve ni podprl, vendar ga je iz tradicionalizma sprejel. Gujuk je od Batuja zahteval, da pride v Mongolijo, kjer ga je verjetno nameraval aretirati. Batu se je odpravil v Mongolijo z veliko vojsko, do srečanja pa nikoli ni prišlo, ker je Gujuk na poti iz Kitajske umrl. Batu kan se je šele leta 1255, ko je že nekaj časa vladal Mongke kan, počutil dovolj varnega, da se je začel ponovno pripravljati na osvajanje Evrope. Na srečo Evropejcev je še pred začetkom izvajanja načrta umrl.
Ko je Kublajkan leta 1271 ustanovil dinastijo Yuan, je Ögedej kana uvrstil na uradni seznam pod imenom Taizong (kitajsko: 太宗)

## Otroci
Ögedej je imel žena in priležnic. Prvič je bil poročen z Borakačin, drugič pa s Töregene. Med drugimi ženami sta bili tudi Muka in Džačin.
Imel je sedem sinov:
- Gujuk, tretji veliki kan Mongolskega cesarstva
- Koden (Kuden), prvi budistični mongolski princ
- Koču, umrl na vojnem pohodu proti Songom
- Koračar
- Kaši, Kajdujev oče
- Kadan
- Melik

## Družinsko drevo
|          |          |          |          |          |          |  |  | Jesugej Bagatar | Jesugej Bagatar | Jesugej Bagatar | Jesugej Bagatar | Jesugej Bagatar | Jesugej Bagatar |       |       |             |             |             |             |             |             |  |  | Hölun    | Hölun    | Hölun    | Hölun    | Hölun    | Hölun    |  |  |        |        |        |        |        |        |        |        |                       |                       |                       |                       |                       |                       |       |       |       |       |       |       |       |       |  |  |
|          |          |          |          |          |          |  |  | Jesugej Bagatar | Jesugej Bagatar | Jesugej Bagatar | Jesugej Bagatar | Jesugej Bagatar | Jesugej Bagatar |       |       |             |             |             |             |             |             |  |  | Hölun    | Hölun    | Hölun    | Hölun    | Hölun    | Hölun    |  |  |        |        |        |        |        |        |        |        |                       |                       |                       |                       |                       |                       |       |       |       |       |       |       |       |       |  |  |
|          |          |          |          |          |          |  |  |                 |                 |                 |                 |                 |                 |       |       |             |             |             |             |             |             |  |  |          |          |          |          |          |          |  |  |        |        |        |        |        |        |        |        |                       |                       |                       |                       |                       |                       |       |       |       |       |       |       |       |       |  |  |
|          |          |          |          |          |          |  |  |                 |                 |                 |                 |                 |                 |       |       |             |             |             |             |             |             |  |  |          |          |          |          |          |          |  |  |        |        |        |        |        |        |        |        |                       |                       |                       |                       |                       |                       |       |       |       |       |       |       |       |       |  |  |
| Belgutej | Belgutej | Belgutej | Belgutej | Belgutej | Belgutej |  |  | Bekter          | Bekter          | Bekter          | Bekter          | Bekter          | Bekter          |       |       | Džoči Kasar | Džoči Kasar | Džoči Kasar | Džoči Kasar | Džoči Kasar | Džoči Kasar |  |  | Kadžijun | Kadžijun | Kadžijun | Kadžijun | Kadžijun | Kadžijun |  |  | Temüge | Temüge | Temüge | Temüge | Temüge | Temüge |        |        | Temudžin (Džingiskan) | Temudžin (Džingiskan) | Temudžin (Džingiskan) | Temudžin (Džingiskan) | Temudžin (Džingiskan) | Temudžin (Džingiskan) |       |       | Börte | Börte | Börte | Börte | Börte | Börte |  |  |
| Belgutej | Belgutej | Belgutej | Belgutej | Belgutej | Belgutej |  |  | Bekter          | Bekter          | Bekter          | Bekter          | Bekter          | Bekter          |       |       | Džoči Kasar | Džoči Kasar | Džoči Kasar | Džoči Kasar | Džoči Kasar | Džoči Kasar |  |  | Kadžijun | Kadžijun | Kadžijun | Kadžijun | Kadžijun | Kadžijun |  |  | Temüge | Temüge | Temüge | Temüge | Temüge | Temüge |        |        | Temudžin (Džingiskan) | Temudžin (Džingiskan) | Temudžin (Džingiskan) | Temudžin (Džingiskan) | Temudžin (Džingiskan) | Temudžin (Džingiskan) |       |       | Börte | Börte | Börte | Börte | Börte | Börte |  |  |
|          |          |          |          |          |          |  |  |                 |                 |                 |                 |                 |                 |       |       |             |             |             |             |             |             |  |  |          |          |          |          |          |          |  |  |        |        |        |        |        |        |        |        |                       |                       |                       |                       |                       |                       |       |       |       |       |       |       |       |       |  |  |
|          |          |          |          |          |          |  |  |                 |                 |                 |                 |                 |                 |       |       |             |             |             |             |             |             |  |  |          |          |          |          |          |          |  |  |        |        |        |        |        |        |        |        |                       |                       |                       |                       |                       |                       |       |       |       |       |       |       |       |       |  |  |
|          |          |          |          |          |          |  |  |                 |                 |                 |                 |                 |                 | Džoči | Džoči | Džoči       | Džoči       | Džoči       | Džoči       |             |             |  |  | Čagataj  | Čagataj  | Čagataj  | Čagataj  | Čagataj  | Čagataj  |  |  |        |        |        |        | Ögedej | Ögedej | Ögedej | Ögedej | Ögedej                | Ögedej                |                       |                       |                       |                       | Toluj | Toluj | Toluj | Toluj | Toluj | Toluj |       |       |  |  |